# James A. Farley Post Office Building
Le James A. Farley Post Office Building, anciennement nommé General Post Office Building, est le bâtiment principal du United States Postal Service à New York. Il fait face au Madison Square Garden.
Construit en 1912, le bâtiment est célèbre pour porter l'inscription, inspirée de l'éloge de l'historien grec Hérodote à l'intention des coursiers de la voie royale perse  : « Neither snow nor rain nor heat nor gloom of night stays these couriers from the swift completion of their appointed rounds », ce qui est une devise officieuse de l'Administration postale américaine. Le bâtiment porte le nom de l'homme politique américain. James Aloysius Farley depuis 1982.
Le bâtiment est inscrit au Registre national des lieux historiques depuis 1973.
Le bâtiment est par exemple visible dans le film Le Miracle de la 34e rue (1947) et dans le jeu vidéo Tom Clancy's The Division (2016).

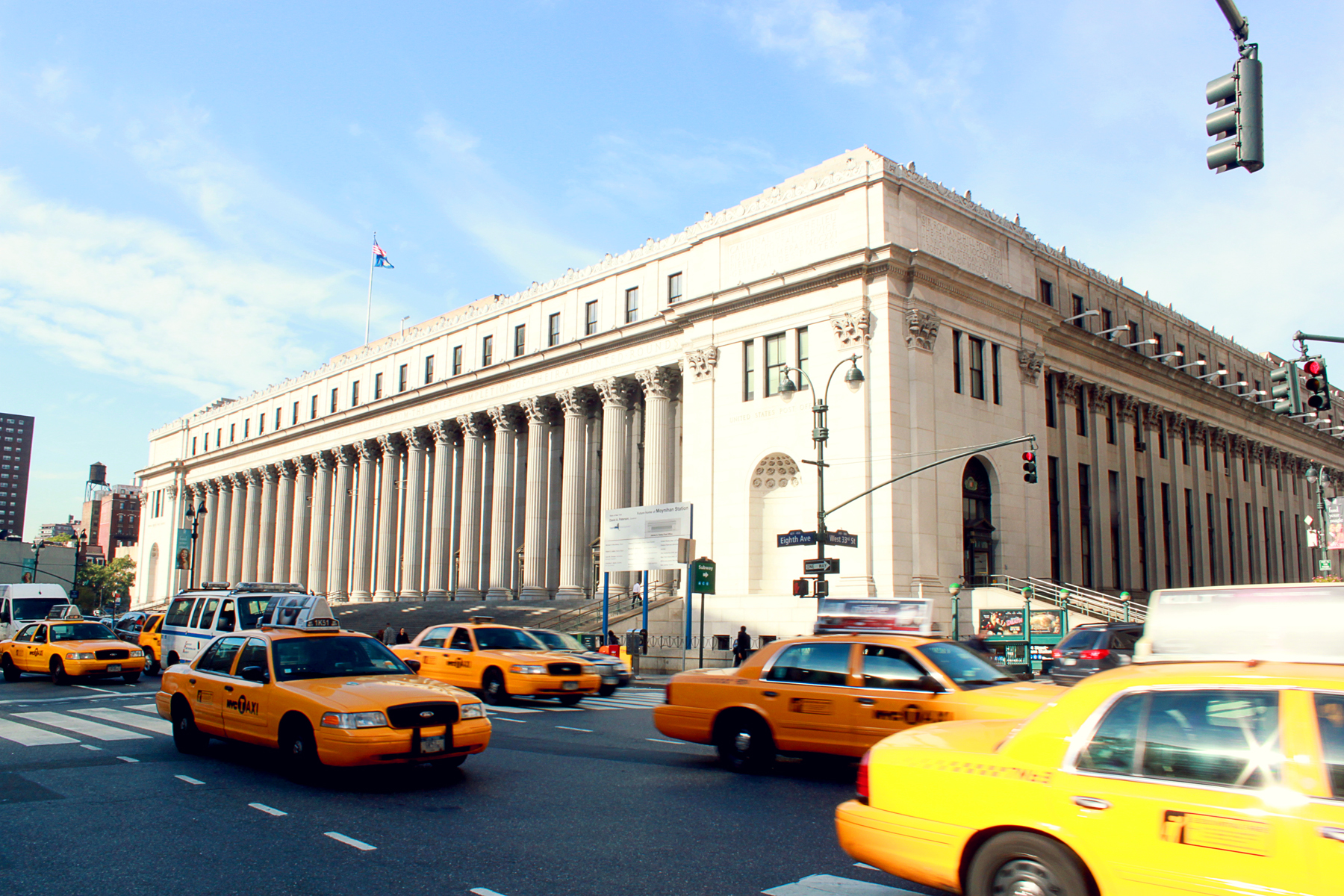
James A. Farley Post Office Building.

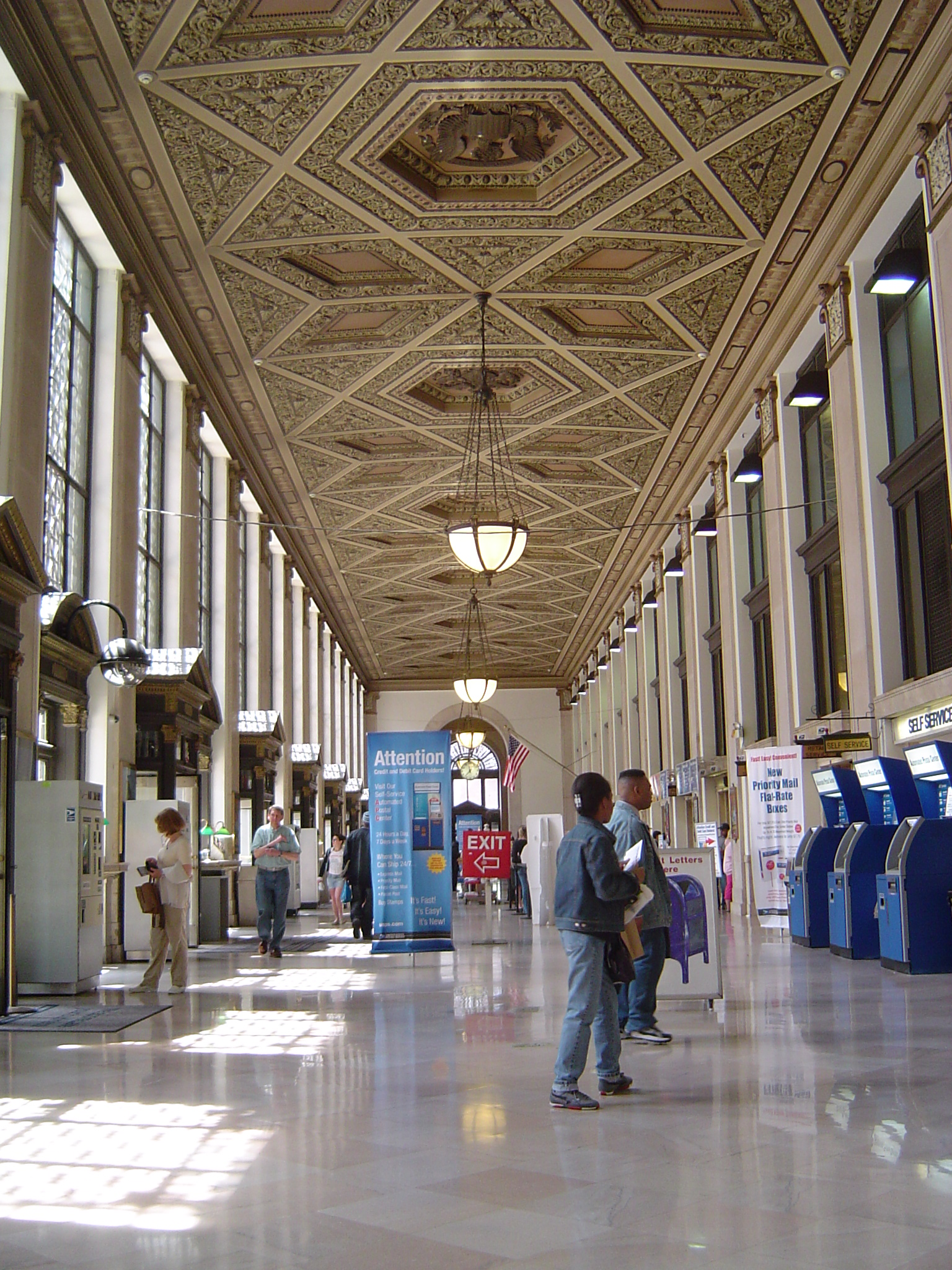
Intérieur du James A. Farley Post Office Building.

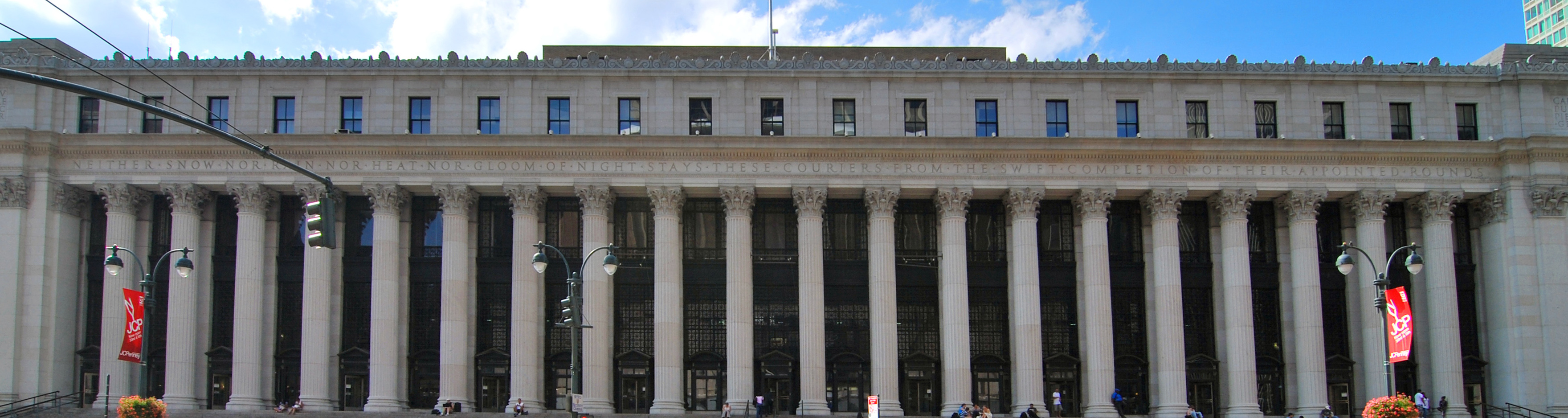
Inscription sur le bâtiment.